# سوئیفت ایپسوییچ
سوئیفت ایپسوییچ (به انگلیسی: Swift of Ipswich) یک کشتی است که طول آن 70 feet می‌باشد. این کشتی در سال ۱۹۳۹ ساخته شد.